# Топлинно разширение
Топлинно разширение е свойството на материята да променя формата, площта и обема си в отговор на промяна на околната температура.
Температурата е монотонна функция на средната молекулна кинетична енергия на дадено вещество. Когато веществото се загрява, кинетичната енергия на молекулите му нараства. Следователно, молекулите започват да вибрират и да се преместват все повече, поддържайки по-голямо разстояние една от друга. Материалите, които се свиват с нарастване на температурата, са редки – този ефект е ограничен по размер и настъпва само в определени температурни граници. Относителното разширение, разделено на промяната в температурата, се нарича коефициент на топлинно разширение.

## Общ преглед
Ако е налично уравнение на състоянието, то може да бъде използвано за предсказване на стойността на топлинно разширение при всички нужни температури и налягания, заедно с много други термодинамични функции на състоянието.
Редица материали се свиват при нагряване в определени температурни граници. Този феномен често се нарича отрицателно топлинно разширение или дилатометрична аномалия. Например, коефициентът на топлинното разширение на водата спада до нула при 3,983 °C, след което става отрицателен под тази температура. Това означава, че водата има максимална плътност при тази температура и това кара водните басейни да поддържат тази температура в най-дълбоките си части през дълги периоди на метеорологични условия с температура на въздуха под 0 °C. Също така, относително чистият силиций има отрицателно топлинно разширение при температури между 18 и 120 K.
За разлика от газовете и течностите, твърдите тела обикновено запазват формата си при топлинно разширение.
Топлинно разширение намалява с увеличаването на енергията на химичната връзка между молекулите, което също има въздействие върху точката на топене на твърдите тела, така че веществата с висока точка на топене са по-склонни да имат ниско топлинно разширение. По принцип течностите се разширяват малко повече от твърдите тела. Топлинното разширение на стъклото е по-високо от това на кристалите. При температурата на стъклен преход, настъпват пренареждания в аморфното вещество, които водят до прекъсвания на характеристиката на коефициента на топлинно разширение и топлинния капацитет. Тези прекъсвания позволяват засичането на температурата на стъклен преход, при която свърхохладена течност се преобразува в стъкло.
Абсорбцията или десорбцията на вода (или други разтворители) могат да променят размера на много от често срещаните вещества. Много от органичните вещества променят размера си най-вече поради този ефект и не толкова поради топлинното разширение. Пластмасите, изложени на вода, могат в дългосрочен план да се разширят в широки граници.

## Коефициент на топлинно разширение
Коефициентът на топлинно разширение описва разширението на обекта с промяна на температурата. По-точно, той измерва частичната промяна в размера на градус промяна в температурата при постоянно налягане. Разработени са няколко вида коефициенти, сред които обемни и линейни. Изборът на коефициент зависи от конкретното приложение и от това кои величини се считат за важни. Например, за твърди тела може да се взема предвид само промяната по дължина или по площ.
Коефициентът на обемно топлинно разширение е най-основният коефициент и има най-голямо отношение към течностите. По принцип веществата се разширяват или се свиват при промяна на температурата им, като въпросното разширение или свиване става във всички посоки. Веществата, които се разширяват с еднаква скорост във всички посоки се наричат изотропни. За изотропни материали, коефициентите на разширение на площта или обема са, съответно, двойно и тройно по-големи от коефициента на линейно топлинно разширение.

### Общ коефициент на обемно топлинно разширение
В общия случай на газ, течност или твърдо тяло, обемният коефициент на топлинно разширение се изразява чрез:
{\displaystyle \alpha _{V}={\frac {1}{V}}\,\left({\frac {\partial V}{\partial T}}\right)_{p}}
Индексът p указва, че налягането е константно по време на разширението, а индексът V подчертава, че става дума за обемно (не линейно) разширение в това общо определение. В случая на газ, фактът, че налягането е постоянно, е важен, тъй като обемът на газа би се изменил значително с промяна на налягането. За газ с ниска плътност това може да се види от закона за идеален газ.

## Разширение в твърди тела
При изчисляването на топлинното разширение е нужно да се отчете дали тялото има свобода на разширение или е ограничено. Ако тялото е свободно за разширение, разширението или напрежението вследствие на покачване на температурата могат просто да бъдат изчислени използвайки приложим коефициент на топлинно разширение.
Ако тялото е ограничено, така че да не може да се разширява, тогава ще се породи вътрешно напрежение в отговор на промяната на температурата. Това напрежение може да се изчисли чрез изчисляване на деформацията, която би се получила, ако тялото се освободи за разширение, както и нужното напрежение за свеждане на деформацията до нула. В конкретния случай на твърдите материали, външната околна температура не въздейства осезаемо на размера на тялото и така често не е нужно да се взема предвид ефекта на промяна на налягането.
Най-често инженерните твърди тела имат коефициенти на топлинно разширение, които не се изменят значително в температурните граници, в които са проектирани да се употребяват, така че ако не е нужна изключително голяма точност, практичните изчисления могат да се основават на постоянна средна стойност на коефициента на разширение.

### Линейно разширение
Линейно разширение ще рече промяна в една посока (дължина) за разлика от промяна в обема (обемно разширение). Към първо приближение, измерването на промяната в дължината на обект вследствие на топлинно разширение е свързано с температурната промяна чрез линеен коефициент. Това е частичната промяна в дължината на градус температурна промяна. Считайки въздействието на налягане за пренебрежимо малко, е възможно да се запише:
{\displaystyle \alpha _{L}={\frac {1}{L}}\,{\frac {dL}{dT}}}
където {\displaystyle L} е конкретно измерване на дължината, а {\displaystyle dL/dT} е скоростта на промяна на това линейно измерение на единица температурна промяна.
Промяната в линейното измерение може да е приблизително:
{\displaystyle {\frac {\Delta L}{L}}=\alpha _{L}\Delta T}
Това уравнение е валидно, стига коефициентът на линейно разширение да не се променя твърде много по време на температурната промяна {\displaystyle \Delta T}, а частичната промяна на дължината да е малка {\displaystyle \Delta L/L\ll 1}. Ако някое от тези две условия не е изпълнено, уравнението трябва да се интегрира.

#### Ефекти върху деформацията
За твърди тела със значителна дължина (прътове, жици) може да се направи оценка на количеството топлинно разширение чрез материалната деформация, дадена като {\displaystyle \epsilon _{\mathrm {thermal} }} и определяна чрез:
{\displaystyle \epsilon _{\mathrm {thermal} }={\frac {(L_{\mathrm {final} }-L_{\mathrm {initial} })}{L_{\mathrm {initial} }}}}
където {\displaystyle L_{\mathrm {initial} }} е дължината преди промяната в температурата, а {\displaystyle L_{\mathrm {final} }} е дължината след температурната промяна.
За повечето твърди тела топлинното разширение е пропорционално на промяната в температурата:
{\displaystyle \epsilon _{\mathrm {thermal} }\propto \Delta T}
Следователно, промяната или на деформацията, или на температурата може да бъде намерена чрез:
{\displaystyle \epsilon _{\mathrm {thermal} }=\alpha _{L}\Delta T}
където
{\displaystyle \Delta T=(T_{\mathrm {final} }-T_{\mathrm {initial} })}
е разликата в температурата между двете записани деформации, а {\displaystyle \alpha _{L}} е линейния коефициент на топлинно разширение на температурна единица (°F−1, R−1, °C−1 или K−1).

### Разширение по площ
Коефициентът на топлинното разширение по площ е свързано с промяната на площта на материала спрямо промяна в температурата. Това е частична промяна по площ на градус температурна промяна. Без да се отчита влиянието на налягането, може да се запише:
{\displaystyle \alpha _{A}={\frac {1}{A}}\,{\frac {dA}{dT}}}
където {\displaystyle A} е изследваната площ на обекта, а {\displaystyle dA/dT} е скоростта на промяна на тази площ за единица топлинна промяна.
Промяната в площта може да се изчисли като:
{\displaystyle {\frac {\Delta A}{A}}=\alpha _{A}\Delta T}
Това уравнение е валидно, когато коефициентът на линейно разширение не се променя твърде много по време на температурната промяна {\displaystyle \Delta T}, а частичната промяна на площта е малка {\displaystyle \Delta A/A\ll 1}. Ако някое от тези две условия не е изпълнено, уравнението трябва да се интегрира.

### Разширение по обем
За твърдо тяло може да се пренебрегне въздействието на налягането върху материала и коефициентът на обемното топлинно разширение може да бъде описан чрез:
{\displaystyle \alpha _{V}={\frac {1}{V}}\,{\frac {dV}{dT}}}
където {\displaystyle V} е обемът на материала, а {\displaystyle dV/dT} е скоростта на промяна на този обем в хода на температурното изменение.
Това означава, че обемът на даден материал се променя с определена фиксирана дроб. Например, стоманен блок с обем от 1 m3 може да се разшири с до 1,002 m3, когато температурата се покачи с 50 K. Това е разширяване с 0,2%. Ако се вземе предвид стоманен блок с обем от 2 m3, тогава под същите условия, той ще се разшири до 2,004 m3, което отново е разширение с 0,2%.
Ако е известен коефициентът на разширение, може да се изчисли и промяната в обема:
{\displaystyle {\frac {\Delta V}{V}}=\alpha _{V}\Delta T}
където {\displaystyle \Delta V/V} е дробната промяна в обема (например 0,002), а {\displaystyle \Delta T} е промяна в температурата (50 °C).
Горният пример счита, че коефициентът на разширение не се е променил заедно с температурната промяна, а повишението на обема е малко в сравнение с първоначалния обем. Това не винаги е вярно, но за малки проблеми в температурата е добро приближение. Ако коефициентът на обемно разширение се променя значително с температурата или увеличаването на обема е значително, тогава горното уравнение трябва да се интегрира:
{\displaystyle \ln \left({\frac {V+\Delta V}{V}}\right)=\int _{T_{i}}^{T_{f}}\alpha _{V}(T)\,dT}
{\displaystyle {\frac {\Delta V}{V}}=\exp \left(\int _{T_{i}}^{T_{f}}\alpha _{V}(T)\,dT\right)-1}
където {\displaystyle \alpha _{V}(T)} е коефициентът на обемно разширение като функция от температурата T, а {\displaystyle T_{i}},{\displaystyle T_{f}} са съответно първоначалната и крайната температура.

#### Изотропни и анизотропни материали
При изотропните материали коефициентът на обемно топлинно разширение е три пъти линейния коефициент:
{\displaystyle \alpha _{V}=3\alpha _{L}}
Това съотношение се появява, тъй като обемът е съставен от три взаимно ортогонални посоки. Следователно, в изотропен материал, за малки промени една трета от обемното разширение е по една ос. Например, в случая със стоманен куб със страна L, първоначалният обем ще е {\displaystyle V=L^{3}}, а новият обем след покачване на температурата ще е:
{\displaystyle V+\Delta V=(L+\Delta L)^{3}=L^{3}+3L^{2}\Delta L+3L\Delta L^{2}+\Delta L^{3}\approx L^{3}+3L^{2}\Delta L=V+3V{\Delta L \over L}.}
Така че:
{\displaystyle {\frac {\Delta V}{V}}=3{\Delta L \over L}=3\alpha _{L}\Delta T.}
Горното приближение важи за малки температурни и пространствени промени (тоест, когато {\displaystyle \Delta T} и {\displaystyle \Delta L} са малки), но не важи при по-големи стойности на {\displaystyle \Delta T}. В такъв случай третият член (а понякога и четвъртият) от израза трябва да бъде взет предвид.
По подобен начин, коефициентът на топлинно разширение по площ е два пъти линейния коефициент:
{\displaystyle \alpha _{A}=2\alpha _{L}}
Това съотношение може да бъде намерено по подобен начин като линейния пример по-горе, като се има предвид, че площта (лицето) на куба е {\displaystyle L^{2}}. Трябва да се вземат предвид и същите съображения при боравене с по-големи стойности за {\displaystyle \Delta T}.
Материалите с анизотропна структура, като например някои кристали и композити, обикновено имат различни коефициенти на линейно разширение {\displaystyle {\frac {}{}}\alpha _{L}} в различните посоки. В резултат на това общото обемно разширение се разпределя неравномерно по трите оси. Ако кристалната симетрия е моноклинна или триклинна, дори ъглите между тези оси са обект на топлинни промени. В такива случаи е нужно коефициентът на топлинно разширение да се третира като тензор с до шест независими елемента.

## Изобарно разширение в газове
За идеален газ, обемното топлинно разширение зависи от вида процес, в хода на който се променя температурата. Два прости случая включват постоянно налягане (изобарен процес) и постоянен обем (изохорен процес).
Производната на закона за идеален газ, {\displaystyle PV=T}, е:
{\displaystyle PdV+VdP=dT}
където {\displaystyle P} е налягането, {\displaystyle V} е специфичния обем, а {\displaystyle T} е температурата, измервана в енергийни единици.
По определение, при изобарно топлинно разширение имаме {\displaystyle dP=0}, така че {\displaystyle PdV=dT}, и коефициентът на изобратно топлинно разширение е:
{\displaystyle \alpha _{P}\equiv {\frac {1}{V}}\left({\frac {dV}{dT}}\right)={\frac {1}{V}}\left({\frac {1}{P}}\right)={\frac {1}{PV}}={\frac {1}{T}}}.
По сходен начин, ако обемът се поддържа постоянен, тоест ако {\displaystyle dV=0}, имаме {\displaystyle VdP=dT}, така че изохорното топлинно разширение е:
{\displaystyle \alpha _{V}\equiv {\frac {1}{P}}\left({\frac {dP}{dT}}\right)={\frac {1}{P}}\left({\frac {1}{V}}\right)={\frac {1}{PV}}={\frac {1}{T}}}.

## Разширение в течности
Теоретично, коефициентът на линейно разширение може да се намери от коефициента на обемно разширение (αV ≈ 3α). За течности, α се изчислява чрез експерименталното намиране на αV. Течностите, за разлика от твърдите тела, нямат определена форма и заемат формата на съда, в който са положени. Следователно, течностите нямат определена дължина или площ, така че разширението по дължина и площ на течностите не е от значение.
По принцип течностите се разширяват при загряване. Обаче водата представлява изключение от това правило: под 4 °C тя се свива при нагряване. При по-висока температура тя проявява нормалното топлинно разширение. Топлинното разширение на течностите обикновено е по-високо, отколкото това при твърдите тела, поради слабите междумолекулни сили в течностите.
Топлинното разширение на твърдите тела има само малко зависимост от температурата, докато течностите се разширяват с различна скорост при различни температури.

## Примери и приложения
Разширението и свиването на материалите трябва да се взимат предвид, когато се проектират големи съоръжения, когато се използва лента или верига за измерване на разстояния за геодезни проучвания, когато се проектират форми за леене на горещи материали и в други инженерни приложения, когато се очакват големи изменения в размерите, дължащи се на температурата.
Топлинното разширение се използва също така в механични приложения за напасване на части. Например, втулка може да се монтира върху дорник, като вътрешният ѝ диаметър се направи малко по-малък от диаметъра на дорника, след което да се загрее, докато се поставя над него и се оставя да изстине, като така се постига напасване чрез свиване.
Съществуват някои сплави с много малък коефициент на линейно разширение, които се използват, когато са нужни само много малки отклонения във физическите размери в рамките на големи температурни граници. Такава сплав е инварът, чийто α е приблизително равен на 0,6 × 10−6 K−1. Такива сплави са особено полезни в техниката на космическите полети, където могат да настъпят много широки температурни колебания.
Контролирането на топлинното разширение у крехките материали е основна грижа, поради ред причини. Нпаример, както стъклото, така и керамиката са чупливи и неравномерната температура причинява неравно разширение, което причинява топлинно напрежение, което може да доведе до пропукване. Керамичните материали могат да се употребяват с широк набор от други материали и следователно тяхното разширение трябва да съответства на приложението им. Тъй като глазурите трябва да са здраво свързани към порцелана под тях, тяхното топлинно разширение трябва да се нагоди да напасва тялото, така че да не възникват микропукнатини. Добър пример за продукт, чието топлинно разширение е ключът към успеха му, е запалителната свещ. Топлинното разширение на керамичните тела може да се контролира чрез печене, което създава кристали, влияещи на общото разширение на материала в желаната посока. Топлинното разширение на глазурите се влияе от техния химичен състав и честотата на печене, на което са подложени.
Топлинното разширение може да има видимо въздействие върху бензина, който се съхранява в резервоари над земята, което може да накара бензиновите помпи да изпускат бензин.
Термометрите представляват друго приложение на топлинното разширение – те съдържат течност (обикновено живак или алкохол), която е ограничена така, че да може да тече само в една посока (по дължината на тръбичка), поради промени в обема, породени от промени в температурата.
Металните тръби, направени от различни материали, се загряват от преминаващата през тях пара. Докато всяка тръба се изпробва, единият край е здраво закрепен, а другият почива на въртяща се основа, движението на която се указва от стрелка. Линейното разширение на различните метали се сравнява качествено и коефициентът на линейно топлинно разширение се изчислява.